# Río Daymán
El Daymán es un afluente del río Uruguay que sirve de frontera natural entre los departamentos de Salto y Paysandú ubicados en el noroeste del territorio de Uruguay.

## Historia
Su cruce fue una de las jornadas en la emigración del pueblo de la Banda Oriental en 1811. El cruce se registró el 7 de diciembre de 1811, tres días después de haber cruzado el arroyo Chapicuy Grande.

## Turismo
Sobre sus costas, en las proximidades de la ciudad de Salto, se encuentran las Termas del Daymán que constituyen un centro turístico de importancia en la región.